# هویچنگ
هویچنگ (به لاتین: Huicheng District) یک سکونتگاه مسکونی در جمهوری خلق چین است که در هویژو واقع شده‌است.